# Emilio Herrera Linares
Emilio Herrera Linares, španski vojaški inženir, general in politik, * 1879, Granada, † 1967, Ženeva.
Med špansko državljansko vojno je ostal zvest republikanski vladi in bil leta 1937 povišan v generala. Bil je minister v več vladih republikanske vlade v izgnanstvu in bil tudi predsednik vlade (1960-62).